# Clash of Champions 2020
Clash of Champions 2020 è stata la quarta edizione dell'omonimo evento in pay-per-view prodotto annualmente dalla WWE. L'evento si è svolto il 27 settembre 2020 all'Amway Center di Orlando (Florida).
A causa della pandemia di COVID-19 e delle misure necessarie per farvi fronte, l'evento si è svolto con la sola presenza del personale autorizzato. L'evento è stato trasmesso inoltre nel WWE ThunderDome, dove, tramite una serie di pannelli a LED intorno all'arena, i fan da tutto il mondo hanno potuto assistere in diretta all'evento tramite collegamento remoto.

## Storyline
Nella puntata di Raw del 27 luglio Randy Orton ha sfidato il WWE Champion Drew McIntyre per SummerSlam con in palio il WWE Championship e McIntyre ha accettato. Il 23 agosto, a SummerSlam, McIntyre ha difeso con successo il titolo contro Orton. Nella puntata di Raw del 24 agosto Keith Lee ha fatto il suo debutto nel roster principale dapprima interrompendo un promo di Randy Orton e poi affrontandolo, ma dopo un'ottima prestazione l'incontro si è concluso con la sua sconfitta per squalifica a causa dell'intervento del WWE Champion Drew McIntyre ai danni di Orton. Un match tra Lee e Orton è stato dunque sancito per Payback. Il 30 agosto, a Payback, Lee ha sconfitto nettamente Orton. Nella puntata di Raw del 31 agosto Orton ha sconfitto Keith Lee e Seth Rollins in un Triple Threat match, confermando il suo status di contendente n°1 al WWE Championship di McIntyre, e sancendo il loro rematch per Clash of Champions. Il 14 settembre, poi, l'incontro tra McIntyre e Orton è stato trasformato in un Ambulance match, sempre valevole per il WWE Championship.
Il 30 agosto, a Payback, Roman Reigns ha sconfitto "The Fiend" Bray Wyatt e Braun Strowman in un No Holds Barred Triple Threat match valevole per l'Universal Championship di "The Fiend", aggiungendosi all'ultimo nella contesa. Nella puntata di SmackDown del 4 settembre ci sarà un Fatal 4-Way match tra Big E, King Corbin, Matt Riddle e Sheamus per determinare lo sfidante di Reigns per l'Universal Championship a Clash of Champions. Dopo un attacco da parte di Sheamus nel backstage, Big E è risultato impossibilitato a partecipare all'incontro, e il suo posto è stato preso da Jey Uso (cugino di Roman Reigns) che, a sorpresa, ha sconfitto Riddle, Sheamus e Corbin diventando lo sfidante di Roman Reigns per l'Universal Championship a Clash of Champions.
Nella puntata di SmackDown dell'11 settembre Nikki Cross ha vinto un Fatal 4-Way match che comprendeva anche Alexa Bliss, Lacey Evans e Tamina, diventando la contendente n°1 allo SmackDown Women's Championship di Bayley. L'ultima volta che le due si affrontarono fu il 19 luglio a The Horror Show at Extreme Rules, dove Bayley prevalse sulla Cross mantenendo il titolo femminile di SmackDown. Le due, di conseguenza, si affronteranno nuovamente a Clash of Champions con il palio lo SmackDown Women's Championship. Tuttavia, poche ore prima dell'evento, la Cross non è stata idonea all'incontro, e il suo posto è stato preso a sorpresa, durante l'evento, dalla Raw Women's Champion Asuka.
A Payback, Nia Jax e Shayna Baszler hanno sconfitto Bayley e Sasha Banks conquistando il Women's Tag Team Championship per la prima volta. Successivamente, nella puntata di SmackDown del 4 settembre, la coppia Baszler-Jax ha difeso con successo i titoli femminili di coppia nel re-match contro Bayley e la Banks. Nella puntata di Raw del 7 settembre, poi, la Baszler è stata sconfitta dalla Riott Squad (Liv Morgan e Ruby Riott) in un 2-on-1 Handicap match. Un match tra la coppia Baszler-Jax e la Riott Squad per il Women's Tag Team Championship è stato annunciato per Clash of Champions. Tuttavia, poche ore prima dell'evento, la Baszler e la Jax sono state ritenute poco idonee a competere e l'incontro è stato cancellato.
Verso la fine di agosto, Cesaro e Shinsuke Nakamura, detentori dello SmackDown Tag Team Championship, hanno iniziato una faida con Gran Metalik e Lince Dorado dei Lucha House Party. Nella puntata di SmackDown del 7 agosto Cesaro ha sconfitto Lince Dorado. La settimana dopo, il 14 agosto a SmackDown, Nakamura è stato sconfitto da Gran Metalik a causa della distrazione del rientrante Kalisto (terzo componente dei Lucha House Party). Nella puntata di SmackDown del 21 agosto Cesaro e Nakamura hanno difeso con successo i titoli contro Gran Metalik e Lince Dorado. La settimana dopo, sempre a SmackDown, Cesaro ha sconfitto Kalisto. Nella puntata di SmackDown dell'11 settembre, poi, Kalisto e Lince Dorado hanno sconfitto Cesaro e Nakamura in un match non titolato a causa della distrazione dei Raw Tag Team Champions, gli Street Profits (Angelo Dawkins e Montez Ford). Nella puntata di SmackDown del 18 settembre Cesaro ha sconfitto Gran Metalik. Un match per lo SmackDown Tag Team Championship tra i campioni Cesaro e Nakamura e i Lucha House Party (sono ancora ignoti coloro i quali parteciperanno dei tre alla contesa) è stato annunciato per Clash of Champions. In seguito, tale incontro è stato spostato nel Kick-off dell'evento.
Nella puntata di SmackDown del 21 agosto Jeff Hardy ha sconfitto AJ Styles conquistando così l'Intercontinental Championship per la quinta volta. Nella puntata di SmackDown del 28 agosto Hardy ha difeso con successo il titolo in una Open Challenge contro Shinsuke Nakamura, ma al termine dell'incontro è sopraggiunto il rientrante Sami Zayn con una replica del titolo intercontinentale (che dovette rendere vacante il 12 maggio 2020) attaccando Jeff. Nella puntata di SmackDown dell'11 settembre Zayn ha interrotto il match tra Hardy e Styles per l'Intercontinental Championship, causando la vittoria per squalifica dello stesso Styles (senza dunque il cambio di titolo). Nella puntata di SmackDown del 18 settembre Styles ha sconfitto Zayn, ma poco dopo è sopraggiunto Hardy, il quale ha annunciato che, a Clash of Champions, difenderà il suo titolo intercontinentale contro Styles e Zayn in un Triple Threat Ladder match.
Nella puntata di Raw del 21 settembre è stato annunciato che Andrade e Angel Garza, Dominik Mysterio e Humberto Carrillo e Murphy e Seth Rollins si sarebbero affrontati in un Triple Threat Tag Team match per determinare i contendenti n°1 al Raw Tag Team Championship degli Street Profits a Clash of Champions. Tale incontro è stato vinto dalla coppia Andrade-Garza, i quali sfideranno nuovamente gli Street Profits per il Raw Tag Team Championship a Clash of Champions (dopo la sconfitta avvenuta sempre contro di loro a SummerSlam).
Nella puntata di Raw del 21 settembre Zelina Vega, dopo essersi messa in proprio, ha sconfitto Mickie James conquistando un'opportunità titolata al Raw Women's Championship di Asuka nel Kick-off di Clash of Champions. In seguito, tale incontro è stato spostato nella card principale dell'evento.
Il 23 agosto, nel Kick-off di SummerSlam, Apollo Crews ha difeso con successo lo United States Championship contro MVP, con gli accoliti di quest'ultimo, Bobby Lashley e Shelton Benjamin banditi da bordo ring. Nella puntata di Raw del 24 agosto l'Arm Wrestling contest tra Crews e Lashley (supervisionato dal WWE Hall of Famer Mark Henry) si è concluso con la vittoria del primo. Un match tra Crews e Lashley per lo United States Championship del primo è stato sancito per Payback. Il 30 agosto, a Payback, Lashley ha sconfitto Crews conquistando lo United States Championship per la seconda volta. Una rivincita titolata tra i due è stata sancita per Clash of Champions.

## Risultati
| #       | Match                                                                                  | Stipulazioni                                                        | Durata |
| ------- | -------------------------------------------------------------------------------------- | ------------------------------------------------------------------- | ------ |
| Kickoff | Cesaro e Shinsuke Nakamura (c) hanno sconfitto i Lucha House Party                     | Tag team match per il WWE SmackDown Tag Team Championship           | 10:45  |
| 1       | Sami Zayn ha sconfitto Jeff Hardy (c) e AJ Styles                                      | Triple threat ladder match per il WWE Intercontinental Championship | 26:35  |
| 2       | Asuka (c) ha sconfitto Zelina Vega per sottomissione                                   | Single match per il WWE Raw Women's Championship                    | 7:05   |
| 3       | Bobby Lashley (c) (con MVP) ha sconfitto Apollo Crews (con Ricochet) per sottomissione | Single match per il WWE United States Championship                  | 8:15   |
| 4       | Gli Street Profits (c) hanno sconfitto Andrade e Angel Garza                           | Tag team match per il WWE Raw Tag Team Championship                 | 8:15   |
| 5       | Asuka ha sconfitto Bayley (c) per squalifica                                           | Single match per il WWE SmackDown Women's Championship              | 3:45   |
| 6       | Drew McIntyre (c) ha sconfitto Randy Orton                                             | Ambulance match per il WWE Championship                             | 21:35  |
| 7       | Roman Reigns (c) (con Paul Heyman) ha sconfitto Jey Uso per KO tecnico                 | Single match per il WWE Universal Championship                      | 22:55  |